# Doireann Ní Bhriain
Doireann Ní Bhriain (* 1952 in Dublin) ist eine irische Moderatorin.
Sie kam 1972 zum Sender RTÉ und moderierte erst fürs Kinderprogramm, später für die Nachrichtenformate Tangents und Féach. Ab 1979 war sie für den Hörfunksender RTÉ Radio 1 tätig und wirkte als Co-Moderatorin bei Woman Today und The Woman´s Programme mit. 1981 moderierte sie den Eurovision Song Contest in Dublin. Ende der 1980er Jahre war sie für Radio 1 auch als Produzentin aktiv und fertigte dort Dokumentationen. 1993 verließ sie den Sender und veranstaltete Musikevents. Seit den 2000er Jahren ist sie wieder fürs Radio als freie Sprecherin und Radioproduzentin sowie als Stimmtrainerin tätig.